# Sébastien Fournier
Sébastien Fournier (Nendaz, 27 juni 1971) is een voormalig Zwitsers voetballer en voetbalcoach, hij speelde als middenvelder.

## Carrière
Fournier startte zijn loopbaan bij FC Sion na negen seizoenen vertrok hij voor een seizoen naar het Duitse VfB Stuttgart. Nadien tekende hij een contract bij Servette, ook hier bleef hij negen seizoenen voetballen totdat hij zijn loopbaan afsloot in 2006.
Fournier speelde van 1994 tot in 2002 voor Zwitserland, hij speelde in totaal 40 interlands waarin hij drie keer kon scoren. Hij nam met Zwitserland deel aan het WK 1994 en aan het EK 1996.
Na zijn spelersloopbaan vervulde hij verschillende jobs bij FC Sion, hij coachte kort Servette FC Genève.

## Erelijst
- FC Sion
  - Landskampioen: 1992
  - Zwitserse voetbalbeker: 1992, 1996
- Servette
  - Landskampioen: 1999
  - Zwitserse voetbalbeker: 2001
- VfB Stuttgart
  - DFB-Pokal: 1997